# Canungra
Canungra is een plaats in de Australische deelstaat Queensland en telt 1000 inwoners (2006).